# Reginald Macaulay
Reginald Heber Macaulay (24 agosto 1858 – 15 dicembre 1937) è stato un calciatore inglese, di ruolo attaccante.

## Carriera

### Club
Ha vinto la FA Cup 1881-1882 con gli Old Etonians. Sebbene alcuni sostengano che egli abbia segnato il goal della vittoria, la maggior parte delle fonti gli attribuisce un contributo alla rete, non la stessa; le due riviste The Sportsman e The Field affermano entrambe che Macaulay fece una corsa e passò la palla ad Arthur Dunn, che a sua volta la diede al marcatore William J. Anderson.

### Nazionale
Ha collezionato una presenza con la nazionale di calcio dell'Inghilterra.

## Statistiche

### Cronologia presenze e reti in Nazionale
| Cronologia completa delle presenze e delle reti in nazionale ― Inghilterra | Cronologia completa delle presenze e delle reti in nazionale ― Inghilterra | Cronologia completa delle presenze e delle reti in nazionale ― Inghilterra | Cronologia completa delle presenze e delle reti in nazionale ― Inghilterra | Cronologia completa delle presenze e delle reti in nazionale ― Inghilterra | Cronologia completa delle presenze e delle reti in nazionale ― Inghilterra | Cronologia completa delle presenze e delle reti in nazionale ― Inghilterra | Cronologia completa delle presenze e delle reti in nazionale ― Inghilterra |
| Data                                                                       | Città                                                                      | In casa                                                                    | Risultato                                                                  | Ospiti                                                                     | Competizione                                                               | Reti                                                                       | Note                                                                       |
| -------------------------------------------------------------------------- | -------------------------------------------------------------------------- | -------------------------------------------------------------------------- | -------------------------------------------------------------------------- | -------------------------------------------------------------------------- | -------------------------------------------------------------------------- | -------------------------------------------------------------------------- | -------------------------------------------------------------------------- |
| 12-3-1881                                                                  | Londra                                                                     | Inghilterra                                                                | 1 – 6                                                                      | Scozia                                                                     | Amichevole                                                                 | -                                                                          |                                                                            |
| Totale                                                                     |                                                                            | Presenze                                                                   | 1                                                                          |                                                                            | Reti                                                                       | 0                                                                          |                                                                            |

## Palmarès

### Club

#### Trofei nazionali
- Coppa d'Inghilterra: 1

Old Etonians: 1881-1882